# Aleksandr Aleksandrovič Bunge
Aleksandr Aleksandrovič Bunge, in russo Александр Александрович Бунге? (Dorpat, 28 ottobre 1851 – Tallinn, 19 gennaio 1930), è stato uno zoologo ed esploratore russo, membro onorario dell'Accademia imperiale delle scienze di San Pietroburgo, passato alla storia per le sue ricerche nell'Artico.

## Biografia
Figlio del botanico Aleksandr Andreevič Bunge, si è laureato nel 1880 alla facoltà di Medicina dell'Università di Dorpat. Ha preso parte alla spedizione della Società geografica russa al delta del fiume Lena (1882-1884), dove ha diretto le osservazioni meteorologiche e guidato la ricerca botanica e zoologica. Ha anche visitato il sito dell'ultimo campo di George De Long.
Negli anni 1885-1886 Bunge ha condotto una spedizione alle isole della Nuova Siberia per conto dell'Accademia delle scienze con Eduard Gustav von Toll e ha personalmente studiato l'isola Kotel'nyj e Bol'šoj Ljachovskij. Le sue osservazioni meteorologiche sono state poi utilizzate dalla spedizione di Fridtjof Nansen nel suo famoso viaggio sulla Fram. Nel 1892 e 1895 Bunge ha partecipato alla spedizione allo Enisej, e nel 1900 alle Svalbard, dove ha condotto osservazioni magnetiche e meteorologiche, raccolto campioni di flora e fauna, e studiato le caratteristiche climatiche e i loro effetti sul corpo umano. La Società Geografica lo ha premiato con la Medaglia conte Fëdor P. Litke, nel 1889.
Ha servito per molti anni su varie navi della Marina Militare e ha partecipato alla guerra russo-giapponese (1903-1904). Nel 1908, era nella squadra russa che ha assistito gli abitanti della Sicilia, vittime del terremoto. Nel 1912 quale membro della commissione del Ministero della Marina, ha appoggiato il progetto della spedizione al Polo Nord di Georgij Sedov. Andato in pensione nel 1914, si è ritirato in Estonia.

## Luoghi dedicati
- Terra di Bunge, parte dell'isola Kotel'nyj (Isole Anžu)[3].
- Penisola Bunge (Полуостров Бунге), sull'isola Russkij nell'arcipelago di Nordenskiöld[4].
- Ghiacciaio Bunge (ледник Бунге), sul lato occidentale della punta sud dell'isola Spitzbergen[5].
- Ghiacciaio Bunge (ледник Бунге), sulla costa occidentale dell'isola Severnyj (Novaja Zemlja)[6] 76°47′50″N 66°46′49″E.
- Monte nella parte orientale della Terra di Heer sull'isola Spitzbergen[7].

## Opere
- Untersuchungen zur Entwickellungsgeschichte des Beckengürtels der Amphibien, Vögel und Reptilien (Dorpat, 1880)
- Naturhistorische Nachrichten aus der Polarstation an der Lenamündung («Bullet. de l'Académie», tomo XXVIII, pp. 517–549
- Melanges biologiques tirés du Bullet, tomo XI, pр. 581—622
- Naturhistorische Beobachtungen und Fahrten im Lena-Delta: 1) Zoologische Nachrichten etc. 2) Fahrt nach Bykow («Melanges biolog. t. du Bullet. de l'Académie», tomo XII, pр. 31—107
- Bericht über fernere Fahrten im Lena-Delta ect. («Mel. biolog.», tomo XII, pр. 231—309
- Bericht über die Lenagebiet im Sommer 1885 ausgeführten Reisen nebst einem Verzeichniss der daselbst beobachteten und erkundeten Säugethiere und Vögel. Beiträge zur Kenntniss des Russ. Reiches und der angrenzenden Länder Asiens (III ed., 1886)
- Bericht über den ferneren Gang der Expedition. Reise nach d. Neu-Sibirischen Inseln Aufenthalt auf der grossen Ljachovinsel (III ed., 1887)
- Предварительный отчет об экспедиции на Новосибирские острова, СПб., 1888, отт. из XXIII т. «Изв. Имп. Русского Географического Общества» - (Rapporto preliminare sulla spedizione alle isole della Nuova Siberia, San Pietroburgo, 1888, ed. Imp. Soc. Geografica russa)
- О болезнях между инородцами северной части Якутской области, СПб., 1888 (Sulle malattie tra gli stranieri nella parte settentrionale della regione Jacuzia).